# Castro Laboreiro
Castro Laboreiro ist ein Ort und eine ehemalige Gemeinde (Freguesia) im nordportugiesischen Kreis Melgaço.

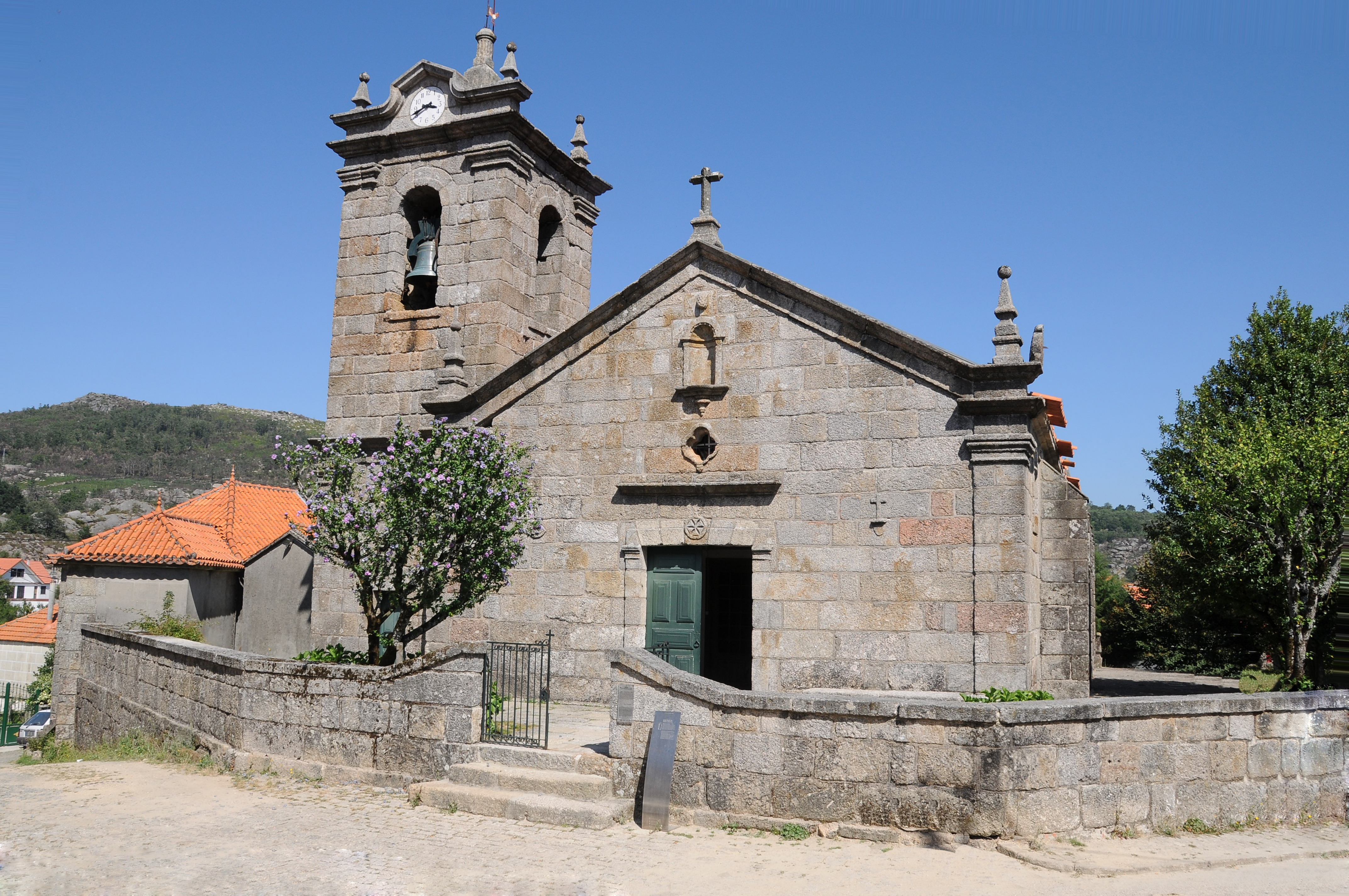
Kirche von Castro Laboreio

 Die Gemeinde hatte 533 Einwohner (Stand 30. Juni 2011).
Am 29. September 2013 wurden die Gemeinden Castro Laboreiro und Lamas de Mouro zur neuen Gemeinde União das Freguesias de Castro Laboreiro e Lamas de Mouro zusammengeschlossen. Castro Laboreiro ist Sitz dieser neu gebildeten Gemeinde.